# Предслава Володимирівна
Предслава Володимирівна (д.-рус. Передъслава Володимѣровна, 981/984 — бл. 1040) — київська княжна, дочка Володимира Святославича і Рогнеди, наложниця Болеслава І, сестра Ярослава І.

## Біографія

### Народження і дитинство
Предслава була дочкою Володимира і Рогнеди. За версією Леонтія Войтовича, народилася між 984 і 986. Така дата цілком імовірна. Припустима й версія, що вона була сестрою-близнючкою Ярослава, і, як і він, народилася у 982-983. Людмила Морозова, російська вчена, називає 982 рік. Існує і думка, що вона була найстаршою дитиною Володимира і Рогнеди і народилася восени 980, або взимку 980/981.
Предслава виховувалася і росла в Києві. Її матір Рогніда жила у сельці Предславино, на річці Либеді (не виключено, що сільце назване в честь князівни). Не зважаючи на віддаленість від Києва, Предслава росла високоосвіченою і красивою дочкою. Тож після замаху Рогніди на Володимира у 987/988, вона не поїхала у Полоцьк, а залишилася з батьком і прийняла християнство. Можливо, саме завдяки наверненні в християнство, Предслава мала нагоду отримати освіту.

### Доросле життя
Між 980 і 1015, ім'я Предслави у літописах не згадується. Але коли починаються криваві події 1015 року, Предслава одразу ж дає про себе знати.
Вона, дізнавшись про намір Святополка повбивати всіх братів, конфліктує з ним і отримує заборону писати листи (цією причиною пояснюється короткий зміст записки для Ярослава і його спонтанне надсилання). Предслава, дізнавшись, що Борис Володимирович уже убитий, вирішує якнайшвидше сповістити про Святополкові плани і Ярослава. Уночі вона написала братові короткого листа, у якому все пояснюється кількома словами. Повість минулих літ подає текст цієї записки:

«В ту же нощь приде ему вѣсть ис Кыева от сестры его Передьславы: „Отець ти умерлъ, а Святополкъ сѣдить в Киевѣ, уби Бориса и по Глѣба посла, а ты блюдися сего повелику“» 
Дізнавшись про все, Ярослав шле вістку про це Глібові, але коли вже та записка доходить, то до Глібової смерті лишається лиш кілька годин.
Святополк, зрозумівши, що Ярослав усе знає, вирішує відкрито стати з ним в бій. Але 26 листопада 1015 біля Любеча, Святополк ганебно програє, і тікає. Ярослав іде в Київ, де його зустрічає сестра, яка допомогла йому врятуватися від підступного вбивства.
Але на цьому не все закінчується. «11 дня календ августівських» (20, за М. Грушевським 22 липня) 1018 року, як повідомляє Титмар Мерзебурзький, Болеслав вторгся на територію Русі і відвоював Червенські городи. «19 дня календ септемберських» (12, Грушевський пише про 14 серпня), повідомляє Титмар, Болеслав захопив Київ. Його зустрічали у Монастирі св. Софії, що торік згорів від нещасливого випадку. Увійшовши в Київ, Болеслав взяв собі за дружину сестру короля Ярослава, до якої сватався раніше. У вчених немає сумніву, що це була Предслава.
Предслава, Ярославова дружина Ганна, мачуха Ярослава — графиня Куно Фон Енгінгенська, та ще вісім інших Ярославових сестер потрапили до Болеслава в полон або були вбиті.

### Смерть
Предслава прожила довге життя. Коли у 1042 Польща відпустила 800 полонених, Предслави серед них уже не було. Можливо, після смерті Болеслава, між 1025 і 1042, Предслава могла вийти заміж і виїхати за територію Польщі. Така версія малоймовірна, тож більшість вчених називають роком її смерті 1041, або 1042.

## Сім'я
- Батько: Володимир (963? —1015), князь новгородський (970—980), великий князь київський (980—1015)
- Матір: Рогнеда (?—1000), донька полоцького князя Рогволода
- Брати і сестри:
  - Вишеслав (бл. 980—бл. 995? до 1010), князь новгородський (990—1010)
  - Ізяслав (981—1001), князь полоцький (бл.990—1001)
  - Святополк (981—після 1019), князь турівський (990—1015), великий князь київський (1015—1019)
  - Святослав (бл.982—1015), князь древлянський (990—1015)
  - Ярослав (бл.983—20.02.1054), князь ростовський (990—?), великий князь київський (1015—1054)
  - Мстислав (бл.983—1036), князь тмутороканський (бл. 990/1010—1023), чернігівський (1015—1036)
  - Всеволод (між 983/984—до 1015), князь володимирський (990—1008/1013)
  - Станіслав (бл.985—до 1015), князь смоленський (990—1015)
  - Судислав (бл.986? —1063), князь псковський (1014—1036)
  - Борис (л.986? —1015), князь ростовський (1010—1015)
  - Гліб (бл.987 ? —1015), князь муромський (1013—1015)
  - Прямислава (бл.987/988—?) ∞ Ласло Лисий, угорський князь
  - NN Володимирівна (?—?) ∞ Бернгард II, маркграф Північної марки
  - Позвізд (до 988/989—1015 ?), мав володіння на Волині.
  - Добронега (до 1011—1087) ∞ Казимир І, князь польський

### Родовід
|  |                                       |  |  |  |  |  |  |  |  |  |  |  |  |  |  |  |
|  | 4. Святослав, великий князь київський |  |  |  |  |  |  |  |  |  |  |  |  |  |  |  |
|  |                                       |  |  |  |  |  |  |  |  |  |  |  |  |  |  |  |
|  |                                       |  |  |  |  |  |  |  |  |  |  |  |  |  |  |  |
|  | 2. Володимир, великий князь київський |  |  |  |  |  |  |  |  |  |  |  |  |  |  |  |
|  |                                       |  |  |  |  |  |  |  |  |  |  |  |  |  |  |  |
|  |                                       |  |  |  |  |  |  |  |  |  |  |  |  |  |  |  |
|  | 5. Малуша, ключниця                   |  |  |  |  |  |  |  |  |  |  |  |  |  |  |  |
|  |                                       |  |  |  |  |  |  |  |  |  |  |  |  |  |  |  |
|  |                                       |  |  |  |  |  |  |  |  |  |  |  |  |  |  |  |
|  | 1. Предслава, князівна київська       |  |  |  |  |  |  |  |  |  |  |  |  |  |  |  |
|  |                                       |  |  |  |  |  |  |  |  |  |  |  |  |  |  |  |
|  |                                       |  |  |  |  |  |  |  |  |  |  |  |  |  |  |  |
|  | 6. Рогволод, князь полоцький          |  |  |  |  |  |  |  |  |  |  |  |  |  |  |  |
|  |                                       |  |  |  |  |  |  |  |  |  |  |  |  |  |  |  |
|  |                                       |  |  |  |  |  |  |  |  |  |  |  |  |  |  |  |
|  | 3. Рогнеда, князівна полоцька         |  |  |  |  |  |  |  |  |  |  |  |  |  |  |  |
|  |                                       |  |  |  |  |  |  |  |  |  |  |  |  |  |  |  |
|  |                                       |  |  |  |  |  |  |  |  |  |  |  |  |  |  |  |
|  | 7. невідомо                           |  |  |  |  |  |  |  |  |  |  |  |  |  |  |  |
|  |                                       |  |  |  |  |  |  |  |  |  |  |  |  |  |  |  |
|  |                                       |  |  |  |  |  |  |  |  |  |  |  |  |  |  |  |

### Довіднки
- Вілкул Т. Л. Предслава [Архівовано 18 листопада 2016 у Wayback Machine.] // Енциклопедія історії України : у 10 т. / редкол.: В. А. Смолій (голова) та ін. ; Інститут історії України НАН України. — К. : Наукова думка, 2011. — Т. 8 : Па — Прик. — С. 491. — ISBN 978-966-00-1142-7.
- Войтович Л. Предслава Володимирівна // Княжа доба: портрети еліти. — Біла Церква : Видавець Олександр Пшонківський, 2006. — С. 244, 248, 250, 251, 252, 253, 258, 272—273, 278. — ISBN 966-8545-52-4.